# Sebastiania glabrescens
Sebastiania glabrescens là một loài thực vật có hoa trong họ Đại kích. Loài này được Pax & K.Hoffm. miêu tả khoa học lần đầu tiên vào năm 1924.